# Scott Gow
Pour les articles homonymes, voir Gow.
Scott Gow, né le 6 novembre 1990 à Calgary, est un biathlète canadien.

## Biographie
Son frère cadet Christian est également un biathlète actif au niveau mondial.
Entré en équipe nationale junior en 2007, il obtient une médaille d'argent aux Championnats du monde des moins de 19 ans en 2009 sur le relais. Il fait son apparition chez les seniors en Coupe du monde lors de la saison 2011-2012. La saison suivante, il marque ses premiers points sur le sprint de Ruhpolding (29e) et obtient sa première sélection pour les championnats du monde à Nové Město. En 2014, il monte sur son premier podium individuel en IBU Cup sur le sprint d'Obertilliach.
Aux Championnats du monde 2016 à Holmenkollen, il signe son premier top 20 avec une 18e place sur l'individuel avant de contribuer à la médaille de bronze du relais canadien qui monte sur son premier podium dans l'élite (avec son frère Christian, Brendan Green et Nathan Smith).
Aux Jeux olympiques d'hiver de 2018, il se classe 61e du sprint, 14e de l'individuel (son meilleur résultat en grand championnat) et 11e du relais.
En début de saison 2018-2019, il obtient une nouvelle quatorzième place sur un individuel lors de l'étape de Pokljuka. En février 2020, il entre à nouveau dans le top vingt sur l'individuel des Championnats du monde à Antholz (16e). En mars 2021, il signe son premier top 10 individuel en Coupe du monde en se classant dixième de la mass-start finale à Östersund, ce qui lui permet de terminer à la 41e place du classement général, le meilleur rang saisonnier de sa carrière.

## Palmarès

### Jeux olympiques d'hiver
| Épreuve / Édition                | Individuel | Sprint | Poursuite | Mass start | Relais | Relais mixte |
| Jeux olympiques 2018 Pyeongchang | 14e        | 61e    | —         | —          | 11e    | —            |
| JO 2022 Pékin                    | 5e         | 34e    | 20e       | 25e        | 6e     | 14e          |

Légende :
- - : Non disputée par Scott Gow

### Championnats du monde
| Mondiaux \ Épreuve        | Individuel | Sprint | Poursuite | Mass start | Relais                    | Relais mixte | Relais mixte simple              |
| 2013 Nové Město na Moravě | 31e        | 44e    | 50e       | —          | 11e                       | —            | Épreuve inexistante à cette date |
| 2015 Kontiolahti          | 63e        | 50e    | 52e       | —          | 19e                       | —            | Épreuve inexistante à cette date |
| 2016 Holmenkollen         | 18e        | 47e    | 49e       | —          | Médaille de bronze, monde | —            | Épreuve inexistante à cette date |
| 2017 Hochfilzen           | 43e        | 25e    | 47e       | —          | 13e                       | 13e          | Épreuve inexistante à cette date |
| 2019 Östersund            | 26e        | 50e    | 43e       | —          | 13e                       | 16e          | 15e                              |
| 2020 Antholz-Anterselva   | 80e        | 16e    | 35e       | —          | 14e                       | 14e          | —                                |
| 2021 Pokljuka             | 40e        | 77e    | —         | —          | 12e                       | 8e           | —                                |

Légende :
- : Médaille de bronze, troisième place
- — : Non disputée par Scott Gow

### Coupe du monde
- Meilleur classement général : 41e en 2021.
- Meilleur résultat individuel : 4e.

#### Classements en Coupe du monde
| Saison    | Classement général final | Individuel | Sprint | Poursuite | Mass start |
| 2011-2012 | nc                       | nc         | nc     |           |            |
| 2012-2013 | 77e                      | 61e        | 75e    | nc        |            |
| 2013-2014 | 94e                      |            | 86e    | nc        |            |
| 2014-2015 | 78e                      | nc         | 66e    | nc        |            |
| 2015-2016 | 68e                      | 39e        | 69e    | nc        |            |
| 2016-2017 | 50e                      | 40e        | 43e    | 84e       | 47e        |
| 2017-2018 | 52e                      | nc         | 41e    | 58e       | 41e        |
| 2018-2019 | 48e                      | 25e        | 43e    | 59e       |            |
| 2019-2020 | 56e                      | 38e        | 51e    | 66e       |            |
| 2020-2021 | 41e                      | 64e        | 43e    | 39e       | 31e        |

### IBU Cup
- 1 podium individuel.

### Championnats du Canada
- Champion en 2011 de la poursuite.